# Nonnenennepe
Nonnenennepe ist eine Hofschaft in Halver im Märkischen Kreis im Regierungsbezirk Arnsberg in Nordrhein-Westfalen (Deutschland).

## Lage und Beschreibung
Nonnenennepe liegt westlich des Halveraner Hauptortes südlich der Bundesstraße 229 in Tal der Ennepe. Nachbarorte sind Niederennepe, Eschen, Büchen, Oberhövel, Büchermühle und Schmalenbach. Der auf 342 Meter über Normalnull liegende Ort wird im Süden von einem 376 Meter über Normalnull hohen Bergsporn überragt.

## Geschichte
Nonnenennepe wurde erstmals 1511 urkundlich erwähnt, die Entstehungszeit der Siedlung wird aber für den Zeitraum zwischen 1200 und 1300 gegen Ende der ersten großen mittelalterlichen Rodungsperiode vermutet. Nonnenennepe ist ein Abspliss von Niederennepe.
1818 lebten vier Einwohner im Ort. 1838 gehörte Nonnenennepe unter dem Namen Nonnen-Ennepe der Eickhöfer Bauerschaft innerhalb der Bürgermeisterei Halver an. Der laut der Ortschafts- und Entfernungs-Tabelle des Regierungs-Bezirks Arnsberg als Ackergut kategorisierte Ort besaß zu dieser Zeit ein Wohnhaus, eine Fabrik bzw. Mühle und ein landwirtschaftliches Gebäude. Zu dieser Zeit lebten fünf Einwohner im Ort, allesamt evangelischen Glaubens.
Das Gemeindelexikon für die Provinz Westfalen von 1887 gibt eine Zahl von elf Einwohnern an, die in einem Wohnhaus lebten.